# Wojna o Ifni
Wojna o Ifni (zapomniana wojna, hiszp. la Guerra Olvidada) − seria zbrojnych incydentów pomiędzy wojskami hiszpańskimi i francuskimi z jednej a marokańskimi z drugiej, która miała miejsce na przełomie 1957 i 1958 roku, zakończona klęską wojsk marokańskich.

## Przyczyny
Miasto Sidi Ifni zostało włączone do Hiszpanii w 1860 roku, co zostało międzynarodowo uznane i zagwarantowane na Konferencji w Berlinie w 1884 roku. W 1946 region Ifni oraz pozostałe hiszpańskie posiadłości w tej części świata zostały połączone w Hiszpańską Afrykę Zachodnią.
Po ogłoszeniu przez Maroko niepodległości od Francji i zrzuceniu jej protektoratu w 1956 roku władze marokańskie podjęły próbę odzyskania swoich historycznych posiadłości.

## Wybuch
10 kwietnia 1957 roku miały miejsce krwawe demonstracje przeciw hiszpańskiemu panowaniu, połączone z morderstwami na osobach lojalnych wobec Hiszpanii. W odpowiedzi generał Franco wysłał do miasta El Aaiún dwa bataliony elitarnych jednostek hiszpańskich do zaprowadzenia porządku. Reakcją marokańską było skoncentrowanie sił w pobliżu Ifni, 23 października dwie wsie na obrzeżach kolonii Ifni, Kulmim i Bou Izarguen, zostały zajęte przez 1500 marokańskich żołnierzy.

## Atak na Sidi Ifni
21 listopada hiszpański wywiad doniósł o przygotowaniach do ataku na Ifni, dwa dni później hiszpańskie linie komunikacyjne zostały przecięte, a liczące 2000 żołnierzy siły marokańskie zaatakowały hiszpańskie garnizony i magazyny w Sidi Ifni i jego okolicach.
Hiszpanie dość łatwo odparli to uderzenie niewielkimi siłami z pobliskich garnizonów, ale dwie niewielkie placówki zostały ewakuowane pod ciężkim ogniem wroga.

## Tiluin
W Tiluinie 60 hiszpańskich i miejscowych bojowników opierało się uderzeniom jednostek marokańskich, a 25 listopada pięć hiszpańskich CASA 2.111 zbombardowało wrogie pozycje. Za pomocą samolotów Junkers Ju 52/3m dosłano także posiłki w sile 75 ludzi.
3 grudnia dotarł do miejsca walk nowy batalion hiszpański, przełamując oblężenie i przechodząc do kontrnatarcia. Po odblokowaniu placówkę ewakuowano do Sidi Ifni.

## Telata
Pluton wojsk hiszpańskich w okolicach Telaty został 24 listopada okrążony przez siły marokańskie i bronił się, z pomocą zrzutów lotniczych do 2 grudnia, gdy kolumna hiszpańskiej kawalerii dotarła do okrążonych pozycji, przełamała oblężenie i przeszła do natarcia.

## Oblężenie Sidi Ifni
W ciągu dwóch tygodni siły marokańskie z pomocą sojuszników plemiennych zdołały opanować większość terenu Ifni, izolując poszczególne ośrodki oporu i odcinając je od centrali i zaopatrzenia. Marokańczycy konsekwentnie zbliżali się do samego miasta, dążąc do oblężenia, mając nadzieję na wybuch powstania antyhiszpańskiego. Maroko niedoszacowało jednak sił hiszpańskich, które były dozbrajane i wzmacniane za pomocą marynarki wojennej. Marynarka Hiszpańska również ostrzeliwała cele lądowe. 9 grudnia oddziały hiszpańskie liczyły w Sidi Ifni 7500 obrońców. Oblężenie trwało do czerwca 1958 roku i obyło się bez większych incydentów i ofiar, gdyż główny teatr działań znajdował się w innych rejonach Sahary.

## Bitwa pod Edchera
W styczniu 1958 Maroko zreorganizowało swoje siły na ziemiach hiszpańskich, tworząc Marokańską Armię Wyzwolenia.
12 stycznia jedna z jej dywizji zaatakowała garnizon hiszpański w Al-Ujun, a następnego dnia doszło do wymiany ognia w rejonie Edchera, która skończyła się wycofaniem wykrwawionych Marokańczyków.

## Opanowanie Sahary Hiszpańskiej
W styczniu 1958 francusko-hiszpańskie siły podjęły dużą ofensywę, z sukcesem wypierając Marokańską Armię Wyzwolenia z terytorium Sahary Hiszpańskiej. Łącznie oba kraje dysponowały 14 000 żołnierzy i 150 samolotami.
10 lutego siły hiszpańskie w liczbie trzech batalionów zorganizowanych w grupę motorową wyparły Marokańczyków z Edchera i zepchnęły ich do Tafurdat i As-Samara.
Połączone siły hiszpańskie i francuskie 21 lutego zniszczyły oddziały marokańskie skoncentrowane pomiędzy Bir Nazaran i Ausert.

## Skutki
2 kwietnia rządy hiszpański i marokański podpisały traktat z Angra de Cintra, w którym Hiszpania utrzymała region przylądka Dżubi, Sidi Ifni i Sahary Hiszpańskiej.
Hiszpania oddała kolonię Ifni w 1969 roku, pod naciskiem międzynarodowym, zaś Saharę Hiszpańską w 1975 roku.